# Belbello da Pavia

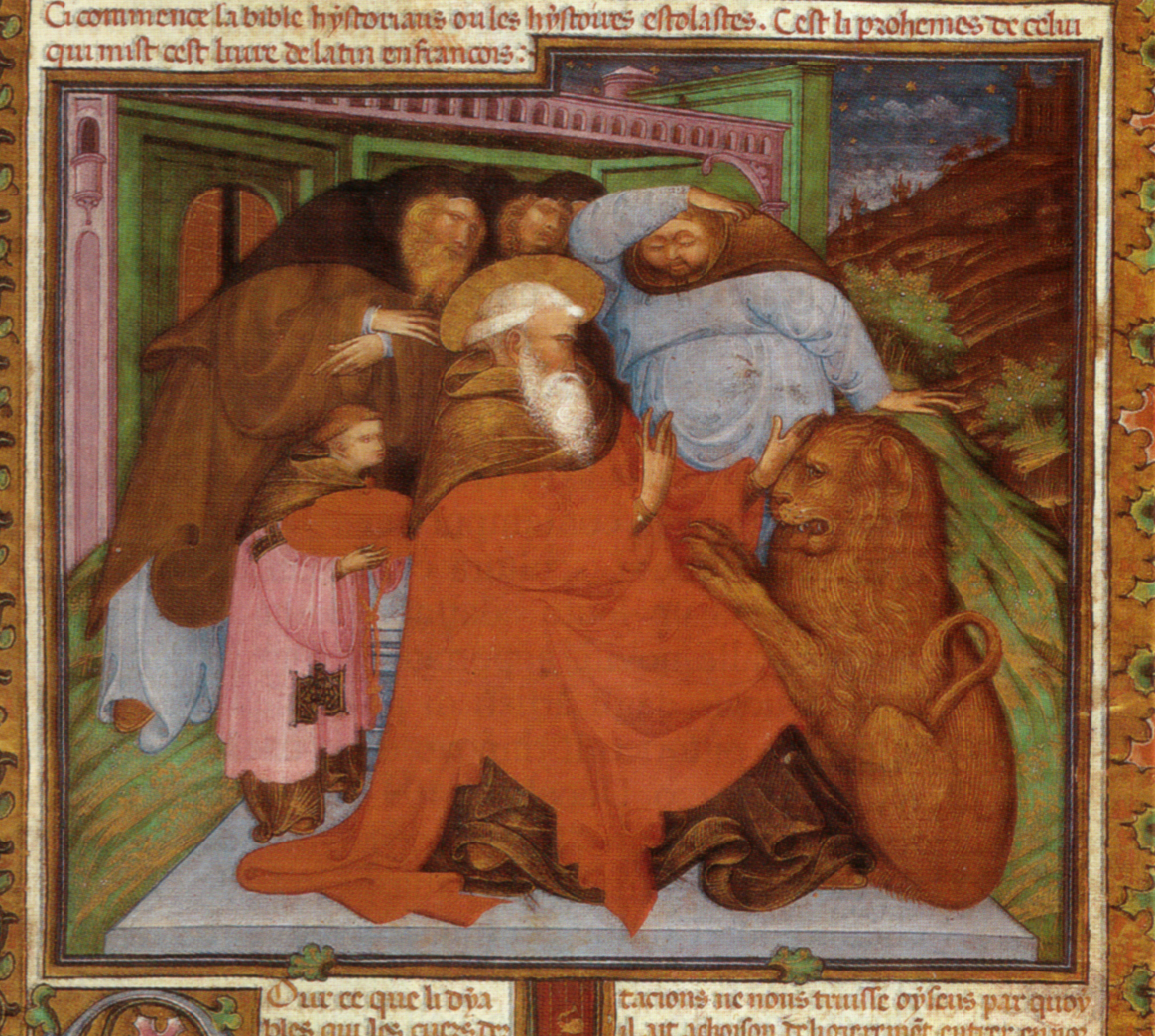
San Girolamo, dalla Bibbia di Niccolò d'Este (1431-34), Biblioteca apostolica vaticana

Belbello da Pavia, noto anche come Luchino Belbello da Pavia (Pavia, ... – 1470 circa), è stato un miniatore e pittore italiano, attivo tra il 1430 e il 1470 circa.

## Biografia
Stranamente la carriera e la personalità di Belbello rimasero misconosciute fino agli inizi del Novecento, quando due studiosi d'arte, dapprima Toesca e successivamente Guglielmo Pacchioni, finalmente, lo identificarono attribuendogli opere e stile.
Fu tra gli artisti gravitanti attorno all'atelier di miniatori di Pavia (sede della Biblioteca Visconteo Sforzesca), attivo per i Visconti, per i Gonzaga e altre corti italiane ed europee.
Le sue tendenze artistiche si formarono sulla scia della corrente lombarda formata da Giovannino de' Grassi e Michelino da Besozzo, oltre che con un occhio rivolto alla miniatura francese.
Tra i suoi primi lavori vi fu la seconda parte dell'Offiziolo Visconti, nella quale Belbello dovette proseguire il lavoro iniziato ed abbandonato da Giovannino de' Grassi, arricchendolo con una fantasia cromatica inusuale.
Successivamente realizzò il Breviario per conto di Maria di Savoia (1432) e la Bibbia Estense (1434), questa ultima evidenziante un originale espressionismo e una sequenza narrativa piuttosto concitata.
Le opere della sua maturità artistica furono però il Graduale, commissionato dal cardinale Bessarione e il Messale Romano per la Cattedrale di Mantova, nei quali le forme assunsero maggiore pienezza con effetti che ricordano da vicino le tendenze barocche.
Produsse codici miniati per i committenti più in vista dell'Italia settentrionale, usando uno stile originale ispirato alla vena grottesca ed espressiva del gotico internazionale.
Ad esempio nelle miniature della Bibbia di Niccolò d'Este (1431-1434) dipinse figure imponenti e solide, ma dalle linee fluide e deformanti, gesti eccessivi e colori accesi e cangianti. A questo lessico Belbello si mantenne fedele per tutta la sua lunga carriera, fino a circa il 1470.

## Opere
- Offiziolo di Filippo Maria Visconti, commissionato da Gian Galeazzo Visconti (iniziato da Giovannino de' Grassi nel 1401 e completato trent'anni dopo da Belbello), Biblioteca Nazionale Centrale di Firenze
- Alcune miniature del Breviario di Maria di Savoia (1432-1435), col Maestro delle Vitae Imperatorum, biblioteca di Chambéry
- Gesù benedicente, lettera miniata A di un antifonario (1467-1470),  18x15,5 cm, Paul Getty Museum, Los Angeles.
- Annunciazione (1450-1460), tempera e oro su carta, 58,9x42,5 cm, National Gallery of Art, Washington.
- Dio crea gli uccelli e gli animali, 30x41 cm
- Adamo ed Eva, 30x41 cm,
- Bibbia Estense (1434 circa) et Messale del Duomo di Mantova (1461), Biblioteca apostolica vaticana, Roma.
- Acta Sanctorum, Biblioteca nazionale braidense, Milano.
- Salterio Ms. 15114, British Museum, Londra.
- Messale di Barbara di Brandeburgo, messale romano per i Gonzaga, Museo diocesano, Mantova
- Santo con libro, miniatura entro la lettera Q, della seconda metà del 1400 conservata al Museo civico Amedeo Lia a La Spezia.